# The Story of Frozen: Making a Disney Animated Classic
The Story of Frozen: Making a Disney Animated Classic é um especial de televisão que foi ao ar em 02 de setembro de 2014, na ABC. O programa conta a história de como a Disney, criou seu grande sucesso, Frozen (2013), e o impacto único que ele teve na cultura popular ao redor do mundo.

## Visão geral
Em 13 de agosto de 2014, foi anunciado o especial de televisão de uma hora de Frozen. Ele apresenta entrevistas com a equipe do filme, passagens na Noruega que inspirou o visual de Frozen, anúncios para o futuro da franquia de Frozen, uma prévia das aparições de Anna, Elsa e Kristoff na série Once Upon a Time e um sneak peek da animação Big Hero 6 (2014).  O especial também anunciou o curta-metragem Frozen Fever, sequência de Frozen, que estreou em 2015 juntamente com Cinderela. 